# Ilex tsiangiana
Ilex tsiangiana är en järneksväxtart som beskrevs av Chang Jiang Tseng. Ilex tsiangiana ingår i släktet järnekar, och familjen järneksväxter. Inga underarter finns listade i Catalogue of Life.